# Lumbrícids
Els lumbrícids (Lumbricidae) són una família de cucs de terra que inclou la majoria d'espècies d'Europa. Unes 33 espècies de lumbrícids s'han naturalitzat per tot el món, però la majoria són holàrtiques i d'Euràsia al Japó. N'hi ha unes 670 espècies dins 42 gèneres.

## Gèneres
- Allolobophora
- Allolobophoridella
- Aporrectodea
- Cernosvitovia
- Dendrobaena
- Dendrodrilus
- Eisenia
- Eiseniona
- Eophila
- Ethnodrilus
- Eumenescolex
- Fitzingeria
- Helodrilus
- Iberoscolex
- Kritodrilus
- Lumbricus
- Microeophila
- Murchieona
- Nicodrilus
- Norealidys
- Octodriloides
- Octodrilus
- Octolasion
- Orodrilus
- Perelia
- Postandrilus
- Proctodrilus
- Prosellodrilus
- Satchellius
- Scherotheca